# Eduard Hanslick
Eduard Hanslick (Praga, 11 de septiembre de 1825-Viena, 6 de agosto de 1904) fue un musicólogo y crítico musical austriaco. 
Fue defensor del formalismo en la música, en contraposición al idealismo romántico de la época. Su elegante prosa le reportó una gran reputación, a la par que sus ideas le provocaron varias disputas con otros músicos y críticos musicales.

## Biografía
Hanslick recibió una doble formación musical y jurídica. Después de haber recibido sus primeras lecciones musicales de sus padres, entre 1843 y 1846 fue tutelado por el compositor checo Václav Tomášek. En 1846 se trasladó a Viena, acudió a la facultad de derecho de la universidad de dicha ciudad, y en 1849 recibió el doctorado.
Más tarde Hanslick trabajaría de docente en la misma universidad. Desde 1856 a 1861 trabajó como profesor auxiliar, pero en ese año, y hasta 1870, le fue concedida una plaza de profesor titular, dedicándose completamente a las actividades de crítico musical. A partir de 1870 obtuvo el cargo de profesor de historia de la música y estética musical, que abandonó en el año 1895.

### Crítico musical
Pronto comenzó a desarrollar sus actividades como crítico musical, y a partir de 1846, justo después de su traslado a Viena, colaboró dos años en el Wiener Musikzeitung ("Periódico musical vienés"), realizando un largo ensayo acerca de la ópera Tannhäuser de Richard Wagner, obra que había escuchado en la ciudad alemana de Dresde un año atrás. El ensayo provocó que varios periódicos se interesaran en él, y en 1848 comenzó a colaborar con la Wiener Zeitung ("El Diario Vienés"), que abandonó en 1855 para ejercer de crítico musical en Presse ("Prensa"), y a partir del año 1864 en el Neue Freie Presse ("Nueva Prensa Libre"), puesto que mantuvo hasta casi finales de siglo.
La actividad de crítico musical, representada por aquel entonces en Francia por críticos como Castil-Blaze y Scudo, y en Italia por Casamorata, Basevi, Biaggi, d'Arcais y Filippi, dio un giro radical con la llegada de Hanslick, cuyo estilo, mucho más cercano al periodismo, reflejaba un trato más cercano entre el concierto y el oyente. Llegó a ser una autoridad crítica indiscutible en la música vienesa, ejerciendo incluso de emisario musical.
Estuvo también presente como jurado en varios eventos de música instrumental, recibiendo honores del gobierno austriaco.

## Pensamiento
Hanslick es una figura importante del formalismo, y por ende opuesto al Romanticismo. El movimiento del romanticismo se caracteriza por la expresión de los sentimientos y de los contenidos, mientras que el formalismo proclama que la belleza viene ligada a las formas (es decir, a las proporciones, cantidades, etc…), y defiende que la belleza de cualquier obra artística debería prescindir del contexto social, cultural, o temporal.
Además, Hanslick toma también influencias del positivismo de la época, una corriente filosófica que buscaba explicar las ciencias sociales aplicando el método científico, ya que según esta corriente sólo se puede estudiar lo que se percibe, y lo intelectual no puede disociarse de lo físico.
Por otra parte, el pensamiento de Hanslick se ve influido por dos importantes obras; por un lado, por la filosofía de Herbart en contra del idealismo romántico, y por otro, por la Crítica del juicio, de Kant.
La primera de las obras critica abiertamente a otros autores defensores del idealismo romántico de la primera mitad del siglo XIX, tales como Hegel o Schelling, posicionándose en contra de la idea de que el conocimiento solamente puede ser accesible a partir de ideas preconcebidas.
En la Crítica del juicio, Kant escribe:

Los objetos pueden ser juzgados bellos cuando satisfacen un deseo desinteresado que no implica intereses o necesidades personales, de esta forma los juicios de belleza no son expresiones de las simples preferencias personales sino que son universales. El arte debería dar la misma satisfacción desinteresada que la belleza natural.
Immanuel Kant en Crítica del juicio (1790).

Es justamente esta idea, la base de la estética de Kant, pero aplicada a la música como arte, la que Hanslick defiende. Esto es, se opone a que la música tenga que crear emociones para ser arte. Un buen ejemplo de ello lo constituye la siguiente cita del propio Hanslick:

La pura forma, contrapuesta al sentimiento como supuesto contenido, es precisamente el contenido de la música, es la música misma.
Eduard Hanslick en De lo bello en la música (1854).

De este modo, y tal y como demuestra continuamente en su ensayo De lo bello en la música, Hanslick se opone fervientemente a las nuevas tendencias románticas de la música de Richard Wagner, así como a las creaciones del compositor húngaro Franz Liszt. Siente predilección, sin embargo, por las composiciones puras y en cierto modo clásicas de Robert Schumann y Johannes Brahms. Respecto a compositores no-contemporáneos, Hanslick admiraba las creaciones de músicos tan ilustres como Bach, Haendel, Gluck, Mozart y Beethoven, pero también estuvo al tanto de los nuevos compositores, realizando buenas críticas a Verdi, pero rechazando la música de Bruckner y Mahler.

### De lo bello en la música
Su obra más importante es Vom Musikalisch-Schöenen ("De lo bello en la música"), editada por primera vez en 1854, y siendo posteriormente editada en multitud de ocasiones y traducida a múltiples idiomas. Se trata de un libro en el que Hanslick utiliza una prosa directa, dura y en ocasiones redundante, posicionándose en contra de la idea de la música como forma de representación del sentimiento. Muestra de ello con sus propias palabras en la introducción del libro, destacando como objetivo:

[...] conseguir traer al campo de batalla victoriosos arietes contra la podrida estética del sentimiento.
Eduard Hanslick. Vom Musikalisch-Schöenen, p.11

De este modo, lo que critica Hanslick es la interpretación de la música en función del impacto que causa sobre el espectador, y sugiere que la música debería ser escuchada intelectualmente y no sentimentalmente. Prefiere que un compositor cuide la estructura y forma de la obra a que se preocupe por la sensación que su obra pueda producir. Esta preocupación es debida a su defensa de la música como arte, y no como un simple medio para provocar sensaciones.
El libro está estructurado en siete capítulos. En los tres primeros Hanslick realiza una serie de críticas. Entre ellas, critica el idealismo romántico, y explica que cometió el error de hacer de la estética musical un medio para despertar sentimientos en el receptor, y que de lo único que debería encargarse ésta es de realizar juicios sobre lo bello en la música. En el cuarto capítulo muestra la relación entre el compositor y el oyente; la subjetividad del compositor desempeña un importante rol en las formas musicales que genera, a la par que afirma que a pesar de que son las formas lo que hace que la obra sea bella de por sí, el arte, y de ellos en mayor medida la música, plasma sentimientos en el oyente, y que éstos se intensifican cuanto mayor es el grado de excitación o depresión del mismo, pero que este hecho no cambia la propia belleza de la obra musical. 
En el capítulo quinto vuelve a remarcar el error del idealismo romántico al dar demasiada importancia al efecto que la música provoca en el oyente, y distingue entre dos tipos de oyentes: el "sentimental" (pasivo, se deja influir) y el "musical" (activo, sólo determinadas obras merecen su atención). Es en el sexto capítulo donde la influencia del positivismo queda patente, relacionando la música con la naturaleza y las leyes naturales. Para Hanslick, la naturaleza proporciona la materia prima necesaria para la elaboración de las formas musicales. En el séptimo y último capítulo aborda los conceptos de "contenido" y "forma" en la música, concluyendo que no existe contenido fuera de la forma.
Sin embargo, el propio Hanslick fracasa en su propósito, ya que no es capaz de definir científicamente la belleza de la música, y llega a contradecirse en varias ocasiones.
En la obra queda latente su posición "antihegeliana" con respecto a la música: la música debería ser estudiada científicamente y matemáticamente, y no con respecto a los sentimientos. Recalca esto último aseverando que cada oyente interpretará la música de una manera distinta en relación con su cultura y con su entorno, y por tanto la música no debería ser descrita según las sensaciones.

### Críticas a Richard Wagner
Desde que en 1845 Hanslick escribiera un largo ensayo sobre la ópera Tannhäuser de Richard Wagner, las numerosas referencias a éste, a menudo negativas, quedan patentes en sus escritos.
Wagner desarrolló una teoría a la que llamó "melodía infinita", que junto con el Leitmotiv fueron dos de las características más importantes de la música del compositor. Pues bien, Hanslick la crítica del siguiente modo:

La melodía infinita es la falta de forma elevada a principio, la embriaguez del opio en el canto y en la orquesta para cuyo culto especial se ha levantado un templo en Bayreuth.
Eduard Hanslick.

El compositor también escribió sobre Hanslick en sus obras. Esto es lo que se puede leer en su ensayo de 1857 sobre los poemas sinfónicos de Liszt, aludiendo implícitamente al crítico musical:

¡Ah!, si no hubiera la forma, no habría sin duda obras de arte, pero sin duda tampoco críticos de arte, y estos últimos están tan convencidos de ello que gritan, en su alma angustiada, en favor de la forma, mientras que el artista de espíritu ligero, el cual finalmente no existiría sin duda sin la forma, como ya lo he dicho, no se preocupa de ella ni un comino en el momento de crear. ¿Cómo puede eso suceder? Aparentemente porque el artista, sin saberlo, crea siempre formas, mientras que los críticos no crean ni formas ni cosa alguna.
Richard Wagner. Oeuvres en prose de Richard Wagner, VII, p. 271-272

También llaman especialmente la atención las duras críticas que recibe Richard Wagner a lo largo de la obra De lo bello en la música, llegando incluso a dedicar notas a pie de página enteras a dicho objeto. Por su parte, Richard Wagner respondió a los ataques del crítico austriaco creando el personaje de "Beckmesser", inspirado en Hanslick, en su obra Los maestros cantores de Núremberg, que resultó ser una de las óperas más populares del mundo.

## Obra
- Hanslick, Eduard (1854). Vom Musikalisch-Schöenen. Leipzig. ISBN 978-3-7651-0059-8.
- Hanslick, Eduard (1869-1870). Geschichte des Concertwesens in Wien. Viena, 2 vol. ISBN 978-0-576-28227-7.
- Hanslick, Eduard (1872). Aus dem Concertsaal 1846-1868. Frankfurt.
- Hanslick, Eduard (1873). Gallerie deutscher Tondichter... mit biographischem Text. Münich: Bruckmann.
- Hanslick, Eduard (1874). Gallerie franzoesischer und italienischer Tondischter... mit biographischem Text. Frankfurt.
- Hanslick, Eduard (1875-1900). Die moderne Oper, 9 v..
- Hanslick, Eduard (1886). Concerte, Componisten und Virtuosen der letzten Jahre 1870-1885. Berlín. ISBN 978-0-576-28226-0 (Crítica).
- Hanslick, Eduard (1894). Aus meinem Leben. Berlín. 2 vol..